# Stefan Pawełek
Stefan Pawełek (ur. 1804 w Beneszowie, zm. 18 kwietnia 1881 w Piotrkowie Trybunalskim) – polski filolog klasyczny i pedagog pochodzenia czeskiego.

## Życiorys
Edukację rozpoczął w gimnazjum w Opawie, następnie podjął studia filologiczne na Uniwersytecie Wrocławskim, które ukończył w 1827. Po studiach przeniósł się w Poznańskie, gdzie pracował jako prywatny nauczyciel. W tym czasie nauczył się języka polskiego; będąc filologiem z wykształcenia i pasji, gruntownie poznał nie tylko polską mowę i gramatykę, ale również literaturę. W 1837 został nauczycielem języka niemieckiego w gimnazjum w Piotrkowie Trybunalskim. W latach 1840–1857 był nauczycielem języka niemieckiego i łacińskiego w szkole powiatowej w Łowiczu. W latach 1857–1859 uczył łaciny w warszawskiej szkole powiatowej. W 1859 roku został przeniesiony do gimnazjum piotrkowskiego, gdzie uczył w wyższych klasach języka łacińskiego i greckiego. Od 1867 pełnił obowiązki inspektora tegoż gimnazjum. Pod koniec 1872 przeszedł na emeryturę.
Zmarł 18 kwietnia 1881 około godziny 16:00. Uroczysty pogrzeb odbył się 27 kwietnia; został pochowany na miejscowym cmentarzu rzymskokatolickim.